# FK Волка
FK Волка (лат. FK Lupi) — двойная затменная переменная звезда типа Алголя (EA) в созвездии Волка на расстоянии приблизительно 2745 световых лет (около 842 парсеков) от Солнца. Видимая звёздная величина звезды — от +12m до +10,6m. Орбитальный период — около 3,3518 суток.

## Характеристики
Первый компонент — белая звезда спектрального класса A. Радиус — около 2,96 солнечных, светимость — около 30,008 солнечных. Эффективная температура — около 7857 K.